# Система контроля космического пространства
Система контроля космического пространства (СККП) — изначально в СССР, затем в Российской Федерации, с 1962 года стратегическая информационная система для наблюдения за искусственными спутниками Земли и иными космическими объектами. Входит в состав Космических войск России. Ведёт Главный каталог космических объектов искусственного происхождения.

## История
В конце 1961 45-й ЦНИИ МО (4 ГУ МО) начал исследования по принципам контроля космического пространства (группа дтн Н. П. Бусленко и И. М. Пенчукова).
15 ноября 1962 принято постановление ЦК КПСС и СМ СССР «О создании отечественной службы контроля космического пространства».
12 декабря 1962 в 45 ЦНИИ создано Управление контроля космического пространства (УККП). Начальником управления стал полковник Е. М. Ошанин.
В 1963—1965 годах 45-й СНИИ завершил разработку эскизного проекта СККП и Центра контроля космического пространства. При разработке проект учитывался опыт США по решению сходных задач (система SPADATS — Space Detection and Tracking System).
30 июня 1965 года вышло постановление ЦК и СМ № 507—192, которое определило 45 ЦНИИ в качестве головной организации по созданию ЦККП. Вычислительный комплекс для ЦККП разрабатывал ИТМиВТ АН СССР; комплексы отображения информации и управления — МНИИПА, системы передачи данных — ЦНИИС.
Государственные испытания первой очереди Центра контроля космического пространства (ЦККП) были завершены в 1969 году. 7 января 1970 года ЦККП принят в эксплуатацию. Позже он станет основой СККП. Информацию для ЦККП предоставляли РЛС Днестр (ОС-1 — Иркутск и ОС-2 — Балхаш).
В 1970 году ЦККП отслеживал порядка 200—250 космических объектов (10-15 % от всех искусственных объектов на орбите Земли). В августе 1970 года перехватчик комплекса ИС успешно поразил ИСЗ-мишень по целеуказанию с ЦККП.
С 1971 года в УККП начались работы по комплексному проектированию СККП.
В 1973 году в ЦККП начали использовать четырехмашинный комплекс 5Э51 (до этого использовался одномашинный комплекс 5Э92Б).
В 1974 году ЦККП был связан с существующими системами ПРН и ПРО и постановлением ЦК и СМ от 21 ноября 1974 года принят на вооружение.
В 1975 году количество отслеживаемых объектов превысило тысячу.
24.04.1980 вышло постановление «О работах по совершенствованию и развитию СККП», определившее пути развития и модернизации СККП. В состав СККП запланировали ввести оптико-электронные и радиооптические комплексы и станции пеленгации излучения КА.
6 августа 2016 года — Система контроля космического пространства (СККП), первая из четырех запланированных к созданию в России, начала работу в Змеиногорском районе Алтайского края на площадке оптико-лазерного центра им. Г. С. Титова.

## Возможности
По оценкам «Jane’s» на 2007 год сеть СККП производит около 50 тысяч наблюдений ежедневно, а в каталоге числится около 5 тысяч объектов.

## Состав
На середину 2020-х годов в составе СККП числятся:
- КП ПКО и ККП (Ногинск-9)
- РОКР «Крона» (Северный Кавказ, Зеленчук, состоит из РЛС дециметрового диапазона, РЛС сантиметрового диапазона и командно-вычислительного пункта).,
- оптико-электронный комплекс «Окно» (Таджикистан, четыре станции обнаружения, две станции сопровождения и командно-вычислительный пункт).
- оптико-лазерный центр им. Г. С. Титова (Алтайский край);
- радиотехнический комплекс контроля излучающих КА «Момент», Ногинск -9, недалеко от деревни Стромынь
- радиолокационный комплекс обнаружения и сопровождения низкоорбитальных КО «Крона-Н» (Дальний Восток, г. Находка);
- система оповещения РФ о пролетах специальных КО.

С СККП взаимодействуют:
- РЛС «Дарьял» (Печора).
- РЛС «Волга» (Барановичи).
- РЛС «Дунай-3У» (Подмосковье, Чехов[9]).
- РЛС ПРО «Дон-2Н» (Подмосковье, Софрино[9]).
- РЛС «Азов» (20 ОНИЦ МО РФ, Камчатка).
- РЛС ВЗГ «Воронеж-М» и «Воронеж-ДМ» (7 станций на 2021 год)[11].
- оптико-электронные станции «Сажень-С» и «Сажень-Т»;
- радиотехнические средства системы радио и радиотехнической разведки.

СККП также может использовать наземную сеть оптических средств (НСОС) на территориях РФ и Казахстана. Для формирования каталогов КП ПКО и ККП также используется информация от Комитета по космическим исследованиям (COSPAR).